# Johanna Beckmann
Pour les articles homonymes, voir Beckmann.
Johanna Beckmann (née le 3 mai 1868 à Brüssow, morte le 8 février 1941 à Berlin) est une peintre et écrivaine allemande.

## Biographie
La famille déménage à Stargard am Mecklembourg, où Johanna Beckmann passe son enfance et sa jeunesse. En avril 1886, elle entreprend une formation professionnelle à Berlin. Elle fréquente trois établissements de formation renommés : l'établissement d'enseignement du musée des Arts décoratifs de Berlin, l'École royale d'art et l'École de dessin Association Lette (de). Après une courte période en tant que professeure de dessin, elle commence à travailler comme dessinatrice et "peintre de silhouettes" à la manufacture royale de porcelaine de Berlin en novembre 1891. Elle passe vingt années professionnelles ardues et aussi couronnées de succès. Sa décoration Art nouveau confère aujourd'hui à leurs porcelaines une grande valeur de collection.

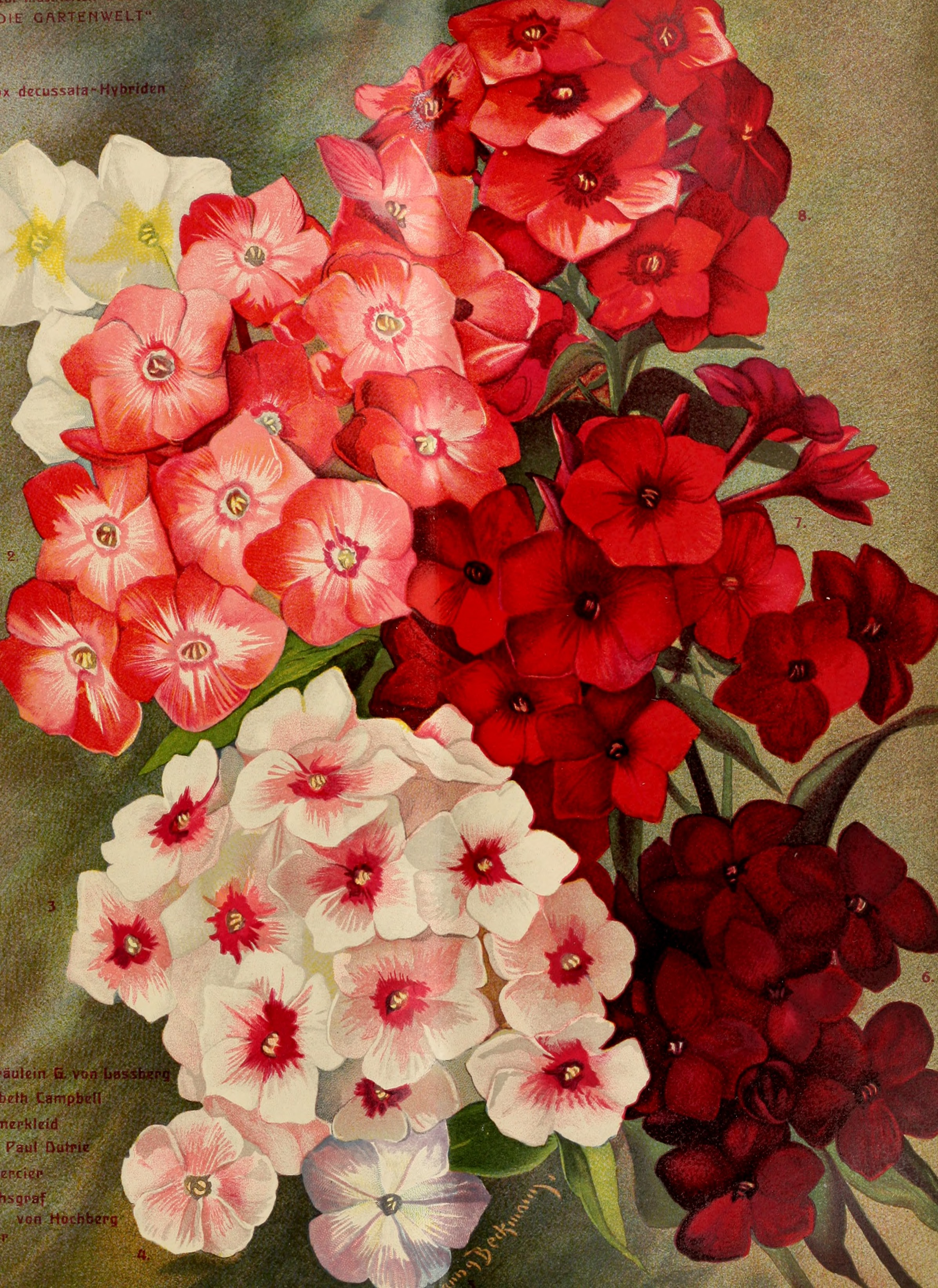
Illustration pour Die Gartenwelt en 1912

Après un premier travail dans diverses techniques (des dessins végétaux comme des illustrations de livres, des décors pour papiers peints, des carreaux...), elle se concentre sur la découpe de papier dans son développement artistique ultérieur. Elle expose ses premières silhouettes en 1895-1896 au salon d'art Eduard-Schulte à Berlin. Johanna Beckmann travaille à la fois comme illustratrice et dessinatrice de silhouettes pour des magazines pour enfants et de divertissement tels que Westermanns Monatshefte, Über Land und Meer et d'autres. Au cours de ses années les plus créatives, l'artiste polyvalente a une grande popularité. En 1913, elle reçoit la bourse de Rome.
À partir de 1905, Johanna Beckmann publie une trentaine de livres dans lesquels elle illustre ses propres textes avec des silhouettes, mais aussi pour des textes de Goethe, Eichendorff, Storm...
La Première Guerre mondiale interrompt son développement artistique, malgré des affiches patriotiques. Dans les années 1920, elle ne peut que partiellement s'appuyer sur les succès de l'avant-guerre. Les dernières années de sa vie sont accablées par les difficultés matérielles et l'oubli. Elle est enterrée à Burg Stargard.